# Lambda Nordica
Lambda Nordica este o revistă academică cu acces deschis, cu evaluare colegială, dedicată studiilor LGBTQ. Revista este cea mai veche de acest fel din regiunea nordică, dedicată cercetării interdisciplinare în studiile despre lesbiene/gay/bi/trans* și queer. Scopul este încurajarea colaborării și dialogului internațional și să ofere cercetătorilor juniori, precum și celor seniori, oportunitatea de a publica atât în engleză, cât și în limbile scandinave. Revista analizează, de asemenea, literatura nordică și internațională în domeniul studiilor LGBTQ.
Lambda Nordica a fost fondată în 1989 ca revistă culturală suedeză/nordică de cercetare a homosexualității, cu sediul la nivel regional, destinată unui public larg, dar cu o colaborare strânsă cu mișcările LGBT de la vremea respectivă. Göran Söderström a fost un redactor-șef notabil în primii ani. În timp, publicația a evoluat și este acum o revistă academică destinată cercetătorilor, profesorilor și studenților.
Revista este publicată în format tipărit și, din 2012, cu acces liber online. Articolelor individuale li se atribuie numere DOI. Revista este indexată de EBSCO Information Services ca parte a bazei sale de date LGBTQ+ Source. Poate fi găsită în peste 100 de baze de date din întreaga lume.
Revista se ocupă în principal cu publicarea a numeroase articole de cercetare, care sunt supuse unei evaluări inter pares. Secțiunea „We're here” prezintă eseuri ce abordează diferite perspective asupra problemelor actuale din politica LGBTQ. Printre foștii colaboratori ai secțiunii „We're here” se numără: Susan Stryker, Sarah Franklin, Sara Ahmed, Juana María Rodríguez și Paola Bacchetta.
Producția Lambda Nordica a fost susținută pentru mult timp de Fondul Torsten Amundsons, sub auspiciile Academiei Regale Suedeze de Științe. Din 2014, Lambda Nordica primește finanțare și de la Consiliul Suedez pentru Cercetare.
În 2020, redactorii-șefi au fost Erika Alm și Elisabeth L. Engebretsen, preluând locul celor anteriori, Ulrika Dahl și Jenny Björklund.